# Georg Christian von Craushaar
Georg Christian Craushaar, seit 1749 von Craushaar (* 1702; † 25. August 1769), war ein königlich-großbritannischer und kurbrandenburgischer Oberhofmeister und Obristwachtmeister. Für seine überragenden Dienste um das Reich wurde er vom Kaiser am 14. Oktober 1749 gemeinsam mit seinem jüngeren Bruder Johann August Friedrich von Craushaar in den Reichsadelsstand erhoben.

## Leben und Wirken
Er war der Sohn des kurfürstlich-hannoverschen Oberst und Kriegskommissars Johann Georg Craushaar (1657–1734). Aus bürgerlichen Verhältnissen stammend, wurde Crausharr Oberhofmeister und Obristwachtmeister. Nach seinem Tod 1769 wurde sein Bataillon mit dem Bataillon von Bock kombiniert.